# 테크 모델 레일로드 클럽

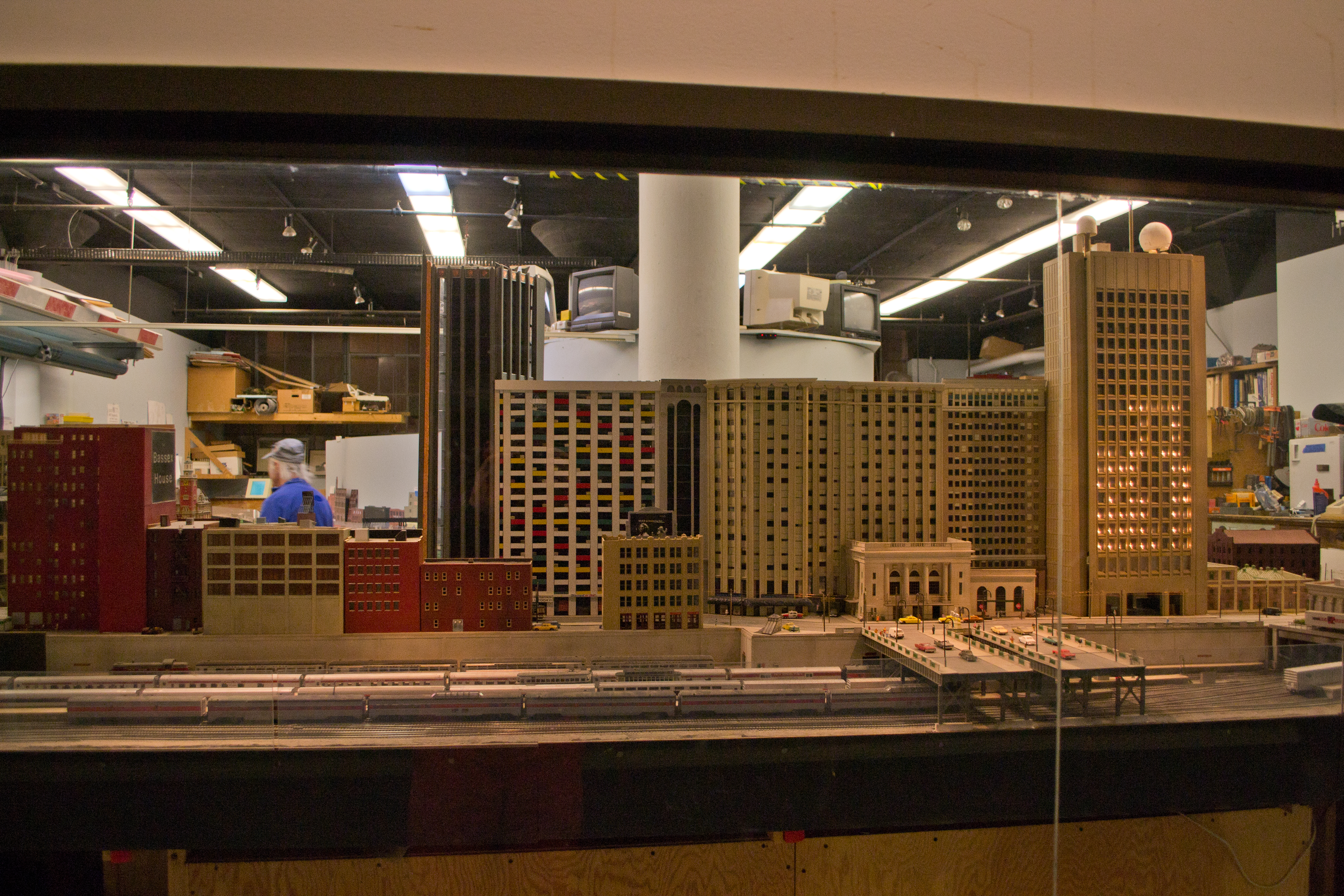
매사추세츠 주 케임브리지에 있는 테크 모델 레일로드 클럽에 있는 친환경 건물의 HO 스케일 모델 뷰.

테크 모델 레일로드 클럽(Tech Model Railroad Club, TMRC)은 매사추세츠 공과대학교(MIT)의 학생 단체이다. 역사적으로 해커 문화의 원천이자 북미에서 가장 오래된 해킹 그룹이었다. 1946년에 설립된 HO 스케일 레이아웃은 모형 열차의 자동화된 작동을 전문으로 한다.

## 같이 보기
- 존 매카시 (컴퓨터 과학자)
- 앨런 코톡
- L. 피터 도이치
- 리처드 그린블라트
- 스티브 러셀